# 압력 수용기
압력 수용기(baroreceptor, 압력 수용체. 또는 옛날 용어로는 pressoreceptor)는 목동맥팽대(바깥목동맥과 속목동맥의 분기점)와 대동맥활에 위치한 감각수용기이다. 압력 수용기는 혈압을 감지하고 이 정보를 뇌에 전달하여 적절한 혈압을 유지하도록 하는 역할을 한다.
압력 수용기는 혈관 확장에 의해 흥분되는 뻗침 수용기(신장 수용기), 즉 일종의 기계 수용기 감각 뉴런이다. 따라서 혈관의 압력이 증가하면 활동전위 생성 속도가 증가하고 중추신경계에 그 정보를 제공한다. 이 감각 정보는 주로 자율반사에 사용되며, 이는 차례로 심장 심박출량과 혈관 평활근에 영향을 주어 혈관 저항에 영향을 준다. 압력 수용기는 압력반사라고 하는 음성 피드백 시스템의 일부로서 즉시 작용하며, 일반적인 평균동맥압에서 변화가 발생하는 즉시 압력을 정상 수준으로 되돌린다. 이러한 반사는 단기적으로 혈압을 조절하는 데 도움이 된다. 숨뇌에 있는 고립로핵은 압력 수용기로부터 활동전위의 발화율(firing rate)의 변화를 인식하고 심박출량과 전신혈관저항에 영향을 미친다.
압력 수용기는 위치하는 혈관의 유형에 따라 고압 동맥 압력 수용기(high-pressure arterial baroreceptors)와 저압 압력 수용기(low-pressure baroreceptor; cardiopulmary receptor나 volume receptor로도 불림)의 두 가지로 나눌 수 있다.

## 동맥 압력 수용기
동맥 압력 수용기는 압력이 변할 때 동맥벽이 변하면서 자극되는 신장 수용기(stretch receptor)이다. 압력 수용기는 각 동맥 맥박에 따른 평균 혈압 또는 압력 변화율의 변화를 인식할 수 있다. 압력 수용기 말단에서 발생한 활동 전위는 뇌줄기로 바로 전달된다. 뇌줄기의 중앙 말단(시냅스)는 이 정보를 숨뇌에 위치한 고립로핵의 뉴런으로 전달한다. 이러한 압력 수용기 활동에 의한 반사 반응은  심박수의 증가 또는 감소를 유발할 수 있다. 동맥 압력 수용기의 감각신경 말단부는 혈관바깥막(tunica adventitia)에서 단순하고 갈라진 형태로 존재한다. 평균 동맥압의 증가는 이러한 감각신경 말단의 탈분극을 증가시켜 활동전위를 발생시킨다. 이러한 활동전위는 신경의 축삭에 의해 중추신경계의 고립로핵으로 전도되고 자율신경 세포를 통해 심혈관계에 반사작용을 한다. 심장과 혈관을 표적으로 하는 호르몬 분비는 압력 수용기의 자극에 의해 영향을 받는다.
정상적인 안정 시 혈압에서 압력수용기는 심장 박동마다 함께 자극되어 활동전위를 발생시킨다. 기립성 저혈압(orthostatic hypotension) 또는 저혈량성 쇼크와 같은 경우에서 혈압이 떨어지면 압력 수용기 발화율이 감소하고 차례로 압력 수용기 반사가 일어나, 심박수를 증가시켜 혈압을 회복시키는 데 도움을 준다. 목동맥 압력 수용기의 신호는 혀인두신경(뇌신경 IX)을 통해 전달된다. 대동맥 압력 수용기의 신호는 미주신경(뇌신경 X)을 통해 이동한다. 목동맥팽대에 존재하는 압력수용기는 동맥압의 증가와 감소에 모두 반응하는 반면, 대동맥활 압력수용기는 동맥압 증가에만 반응한다. 동맥 압력 수용기는 동맥혈압에 대한 반사를 일으키지만 큰 정맥들과 우심방의 다른 신장 수용체는 순환계통의 압력이 낮은 부분에 대한 정보를 전달한다.
압력 수용기는 안정적인 혈압을 유지하기 위해 매우 빠르게 반응하지만 시간이 지남에 따라 반응이 감소하므로 단기간의 혈압 변화를 전달하는 데 가장 효과적이다. 본태성 고혈압이 있는 사람의 경우 압력 수용기와 그 반사가 변화하여 혈압이 상승된 상태를 계속 정상인 것처럼 유지하는 기능을 한다. 그러면 수용체는 혈압 변화에 덜 민감해지게 된다.
압력 수용기에 가해지는 전기 자극은 압력반사를 활성화시켜 전신의 교감신경 긴장도를 감소시키고, 저항성 고혈압 환자의 혈압을 낮추는 것으로 밝혀졌다.

## 저압 압력 수용기
저압 압력 수용기는 체순환계의 큰 정맥, 폐혈관, 심장의 우심방 및 심실 벽(심방 용적 수용기)에 존재한다. 저압 압력 수용기는 혈액량 조절과 관련이 있다. 혈액량은 체순환계 전체, 특히 대부분의 혈액이 들어 있는 정맥 쪽의 평균 압력을 결정한다.
저압 압력 수용기는 순환계와 콩팥에 모두 영향을 미치는데, 구체적으로는 호르몬 분비의 변화를 일으켜 염분과 수분의 저류에 중대한 영향을 미치고 삼투압 조절에 기여한다. 그들은 또한 소금과 물 섭취량에도 영향을 미친다. 콩팥에의 효과는 수용체가 장기적으로도 체순환계의 평균 압력을 바꿀 수 있도록 한다.
이러한 수용체의 신경을 약화시키면 신체가 혈액량이 너무 적다고 '착각'하게 되고 체액량을 유지하는 기전을 시작하여 혈압을 정상보다 높은 수준으로 끌어올리게 된다.

## 압력 수용기 기능 장애
압력 수용기는 신체 기능에 필수적인데, 압력 수용기가 없으면 혈관의 압력 변화가 빠르게 감지되지 못하기 때문이다. 압력수용기가 제대로 작동하지 않으면 혈압이 계속 증가하지만 다른 혈압 조절 시스템이 압력 수용기 대신 작동하여 한 시간 이내에 혈압이 정상으로 돌아온다.
압력수용기는 일부 사람들에서 지나치게 민감해질 수도 있는데, 이런 과민성은 보통 나이 든 남성의 목동맥 압력 수용기에서 나타난다. 압력 수용기의 과민성은 목을 만지면(종종 면도하는 동안) 서맥, 어지럼증 및 실신으로 이어질 수 있다. 이는 실신 전 또는 실신 증상이 있는 남성에서 의심해 봐야 하는 중요한 원인이다.

## 같이 보기
- 고압 수용기
- 저압 수용기
- 베인브리지 반사
- 압력 반사
- 픽 원리